# Kermes ilicis
Kermes ilicis o cochinilla de la encina, es un insecto hemíptero de la superfamilia de los cocoideos y familia Kermesidae, una de las siete especies del género Kermes.

## Parásito de especies deQuercus
Es un parásito de plantas, siendo sus huéspedess varias especies del género Quercus, principalmente de Quercus ilex (del que toma su nombre vulgar, de la "encina"), especie que se distribuye por las regiones costeras de la cuenca del Mediterráneo, (España, Italia, Francia, Grecia, Argelia), encontrándose también en Portugal, Polonia, Hungría, Austria y Moldavia.
Otras especies parasitadas por Kermes ilicis son Quercus toza, Q. suber, Q. pubescens y Q. coccifera.

## Taxonomía

### Descripción
La especie fue descrita por Linneo en 1758, en la páxina 455 de la 10.ª edición de su Systema Naturae, con el nombre de Coccus ilicis.

### Sinónimos
La especie se conoció también por los sinónimos siguientes:
- Coccus ilicis Linnaeus, 1758 (protónimo)
- Coccus bauhini (Planchon, 1864)
- Chermes ilicis (Linnaeus, 1758)
- Chermes bauhini Planchon 1864
- Lecanium ilicis (Linnaeus, 1758)
- Kermes bauhini (Planchon, 1864)
- Kermes bauhinii (Planchon, 1864) (nombre inválido por error gramatical)
- Kermococcus ilicis (Linnaeus, 1758)

## Uso como colorante y en la fabricación de cueros
Un tinte natural rojo se obtiene de los cuerpos secos de las hembras de Kermes ilicis, y también de su congénere Kermes vermilio. Este tinte, llamado quermes, fue utilizada desde la antigüedad, tiene aproximadamente una décima parte del poder colorante de la cochinilla. El colorante primario, el ácido quermésico, se extrae con agua. Estas especies de Kermes también contienen entre un 18 y un 32 % de taninos, por lo que se usaban para producir cueros de color oscuro. El pigmento carmesí de estos insectos se hacía a partir del quermes mediante extracción con álcalis y luego precipitándolo con trihidrato de alúmina (Al2O3·3H2O). Fue utilizado por los antiguos egipcios, griegos y romanos. Este tinte carmesí rara vez se usó después de que el carmín se hiciera popular en el siglo XVI por la introducción de la cochililla mexicana Dactylopius coccus, y dejó de emplearse en el siglo XIX.

## Dilucidación de las especiesKermes ilicisyK. vermilio
Durante muchos años se consideraron ambas especies como conesperíficas. Pero gracias a la determinación de las drogas por sus caracteres morfológicos externos al estudiarlas usando el microscopio, le permitió a Gustave Planchon corregir las  identificaciones erróneas entre K. vermilio y K. ilicis, identicando a K. vermilio como especie separada.